# Коридорас плямистий
Коридорас плямистий (Corydoras agassizii) — вид сомоподібних риб з роду Коридорас підродини Corydoradinae родини Панцирні соми. Інші назви «коридорас Агассіза» (на честь швейцарсько-американського іхтіолога Жана Луї Агассіза), «срібнопластинний коридорас».

## Опис
Загальна довжина сягає 6-7 см. Спостерігається статевий диморфізм: самці трохи менші та стрункіші за самиць. Доволі схожий на вид Corydoras ambiacus. Голова витягнута біля кінчику рота. Очі помірно великі, дещо опуклі. Рот спрямовано донизу Є 3 пари вусів. Тулуб помірно широкий. Спинний плавець складається з 5-7 променів, у самців він вищий. Черево у самиць більше. Грудні та черевні плавці невеличкі, округлі на кінці. Поступають анальному плавцю. Жировий плавець маленький. Хвостовий плавець широкий, з виїмкою, кінчики лопатей дещо загострені.
Забарвлення тіла жовтувато-оливкова з численними чорними плямочками. Від голови до середини тіла уздовж бокової лінії пластинки, що вкривають тулуб, мають сріблястий відтінок. На голові через очі проходить широка темна смуга. На нижній частині спинного плавця та спині розташовано по чорній плямі. Перші 3 промені спинного плавця мають чорне забарвлення, інші — білуваті з рядками дрібних коричневих плям. Черевні плавці жовтуваті з коричневим першим променем. Хвостовий плавець блакитно-білого кольору з 3-5 рядками поперечних коричневих плям.

## Спосіб життя
Є демерсальною рибою. Воліє до прісної води. Утворює невеличкі групки. Вдень ховається під рослинами. Активна в присмерку та вночі. Живиться переважно дрібними безхребетними (личинками комарів, водними блохами, хробаками). На здобич полює біля дна.
Розмноження відбувається в дрібних водоймах. Самиця відкладає до 20 ікринок, які причіплює до рослин.
Тривалість життя до 8 років.

## Розповсюдження
Поширені в річках басейну річки Амазонка (в Колумбії, Перу, Бразилії), насамперед у річці Нанай.